# Залуцкое (Роменский район)

Залуцкое (укр. Залуцьке) — село,
Басовский сельский совет,
Роменский район,
Сумская область,
Украина.
Код КОАТУУ — 5924181707. Население по переписи 2001 года составляло 12 человек .

## Географическое положение
Село Залуцкое находится на правом берегу реки Сула в месте впадения в неё реки Хмелевка,
выше по течению примыкает село Великие Будки,
ниже по течению на расстоянии в 0,5 км расположено село Загребелье,
на противоположном берегу — село Волковцы.